# Univa Grid Engine
Univa Grid Engine — программное обеспечение для организации управления ресурсами и политиками в грид-вычислениях.

## История
Корни Grid Engine как коммерческого продукта уходят в 1993 год, когда был разработан продукт под названием CODINE (Computing in Distributed Networked Environments) или, в другой версии, GRD (Global Resource Director). Коммерческое распространение впервые было начато компанией Genias Software, которая с 1999 года объединилась с Gridware, Inc. В 2000 году Sun Microsystems купила Gridware, и позднее в том же году Sun переименовала CODINE/GRD в Sun Grid Engine. В 2001 году исходный код продукта был открыт. В 2002 году Sun купила компанию Terraspring, разработки которой были интегрированы в Sun Grid Engine, что стало важным шагом в конкурентной борьбе с HP, которая предлагала продукт со схожей функциональностью — HP Utility Data Center (англ.). После поглощения Sun в 2010 году корпорацией Oracle Sun Grid Engine перешёл в активы Oracle, которая в 2013 году продала все права на продукт компании Univa.
Обычно используется на компьютерных фермах или высокопроизводительных кластерах и отвечает за управление распределённой работой большого числа отдельных, параллельных или интерактивных пользовательских задач. Также отвечает за выделение распределённых ресурсов таких как процессоры, память, дисковое пространство.
Поддерживаемые операционные системы:
- AIX
- FreeBSD
- NetBSD
- OpenBSD
- HP-UX
- IRIX
- Linux
- Mac OS X
- OpenSolaris
- Solaris
- SUPER-UX
- Tru64
- Z/OS[уточнить]

Поддержка Windows возможна только для исполняющих узлов через SFU (Interix) или SUA (Microsoft Windows Services for UNIX).
Поддерживаемые аппаратные платформы — SPARC, x86-64, x86.
Типичный кластер на основе Grid Engine состоит из управляющего узла и одного или более исполняющих узлов. Могут быть сконфигурированы несколько дополнительных управляющих узлов (shadow masters), которые могут взять на себя управление в случае сбоя основного узла.
Среди организаций, использующих инструмент — суперкомпьютер Tsubame в Токийском технологическом институте, суперкомпьютер Ranger в Техасском центре высокоскоростных вычислений (англ.), кластеры в Суперкомпьютерном центре в Сан-Диего и Геофизической лаборатории динамики жидкости. Сервис Sun Cloud также использовал инструмент для управления кластерами.